# Мічурінський сільський округ (Тюлькубаський район)
Мічу́рінський сільський округ (каз. Мичурино ауылдық округі, рос. Мичуринский сельский округ) — адміністративна одиниця у складі Тюлькубаського району Туркестанської області Казахстану. Адміністративний центр — село Майтобе.
Населення — 7142 особи (2021; 6604 у 2009, 5609 у 1999, 5758 у 1989).
Станом на 1989 рік існувала Мічурінська сільська рада (села Каучук, Кенаф, Мічуріно), село Калініно перебувало у складі Корниловської сільської ради.

## Склад
До складу округу входять такі населені пункти:
| Населений пункт  | Колишні назви | Населення, осіб (1989) | Населення, осіб (1999) | Населення, осіб (2009) | Населення, осіб (2021) |
| ---------------- | ------------- | ---------------------- | ---------------------- | ---------------------- | ---------------------- |
| Кожамберди, село | Калініно      | 591                    | 685                    | 784                    | 889                    |
| Коксагиз, село   | Каучук        | 756                    | 845                    | 984                    | 901                    |
| Майтобе, село    | Мічуріно      | 3659                   | 3305                   | 3924                   | 4403                   |
| Таусагиз, село   | Кенаф         | 752                    | 774                    | 912                    | 949                    |